# Paul Campe
Paul Campe (* 1885; † 23. Februar 1960 in Bonn) war ein baltendeutscher  Architekt, Kunsthistoriker und Hochschullehrer.

## Leben und Wirken
Paul Campe besuchte die Realschule der Stadt Riga (1897–1905) und studierte an der Architekturabteilung des Rigaer Polytechnischen Instituts (1905–1906) und an der Technischen Universität Darmstadt (1906–1908). 1910 schloss er sein Studium am Rigaer Polytechnischen Institut ab, ab 1912 arbeitete er dort als Assistent, ab 1914 als Assistenzprofessor. Während des Ersten Weltkriegs war er Beamter der russischen kaiserlichen Armee (1914–1918), nach der Demobilisierung arbeitete er als Lehrer an der Rigaer Technischen Schule (1918–1920).
Im Jahr 1920 wurde Campe zum Assistenzprofessor, 1925 zum leitenden Assistenzprofessor der Universität Lettlands gewählt. Am 20. Oktober 1936 verteidigte er seinen Doktortitel in Architekturwissenschaften, am 17. November 1937 wurde er zum Professor der Architekturfakultät der Universität Warschau gewählt. Nach der Besetzung Lettlands im Frühjahr 1941 erhielt er die Erlaubnis, nach Deutschland zu gehen und arbeitete ab Dezember 1941 in Bonn als Provinzialkonservator. Nach seiner Pensionierung im Jahr 1950 schrieb er über die Geschichte der lettischen Architektur und arbeitete mit dem 1951 gegründeten Baltischen Forschungsinstitut der Universität Bonn zusammen.
Campes umfangreiche Enzyklopädie der Architekten und Bauhandwerker aus Livland und Kurland, die zwischen 1400 und 1850 lebten, wurde in zwei Bänden in Stockholm veröffentlicht.

## Mitgliedschaft
- Baltische Historische Kommission e.V., korrespondierendes Mitglied 1959[1]

## Veröffentlichungen
- Otto Hermann v. Vietinghoff gen. Scheel, Marienburg, der sogenannte "Halbkönig v. Livland" (1722–1792), - Hannover-Döhren : v. Hirschheyd, 1960
- Glockengerüste und Glockentürme der Landkirchen und Friedhöfe Lettlands, - Bonn : Baltisches Forschungsinst., 1955
- Die Stadttore Rigas im 17., 18. und 19. Jh. und deren Meister, - Rīgā : Latvijas Universitate, 1939
- Baznīcu celtniecība Vidzemē zviedru valdības pēdējos 50 gados (1660–1710), - Rīgā : Latvijas ūniversitāte, 1937
- Die Hausteinportale des 17. und 18. Jahrhunderts in Riga und die damaligen rigaschen Bildhauer und Steinmetzen, - [s. l.] : [s. n.] Riga ( : Häcker), 1934
- Professor Ludwig Bohnstedt und seine Rigaer Bauten, - [Riga, Trokšna ielā 23] : [Archit. P. Campe], 1933
- Ein neuaufgefundenes Fragment des zerstörten Grabmals Bischof Meinhards im St. Marien-Dom zu Riga, - [Riga, Trokšna ielā 23] : [Archit. P. Campe], 1932
- Der Stadt-Kunst- und Werkmeister Rupert Bindenschu und seine Wirksamkeit in Riga. Ein Beitrag zur Baugeschichte Rigas zu Ende des 17. Jahrhunderts. Holzner, Riga 1944.
- Organisation und Zunftleben des "undeutschen" oder einheimischen Maureramts in Riga während der schwedischen Regierungszeit. Baltisches Institut, Bonn 1951 [als Ms. vervielfältigt].
- Innenausstattung der Landkirchen im lettischen Distrikt von Vidzeme (Livland) im 17. u. 18. Jahrhundert. Baltisches Forschungsinstitut, Bonn 1959.
- Lexikon liv- und kurländischer Baumeister, Bauhandwerker und Baugestalter von 1400-1850. Stockholm 1951–1957.